# Hambletoniola antennata
Hambletoniola antennata är en insektsart som beskrevs av Carvalho 1954. Hambletoniola antennata ingår i släktet Hambletoniola och familjen ängsskinnbaggar. Inga underarter finns listade i Catalogue of Life.